# Tomasz Nowowiejski
Tomasz Nowowiejski herbu Pomian (ur. 1740, zm. 26 stycznia 1803) – szlachcic polski, łowczy ziemi wyszogrodzkiej. Członek konfederacji Andrzeja Mokronowskiego w 1776 roku i poseł wyszogrodzki na sejm 1776 roku. Poseł ziemi wyszogrodzkiej na Sejm Czteroletni w 1790 roku. Jeden z sygnatariuszy Konstytucji 3 maja.

## Życiorys
Był elektorem Stanisława Augusta Poniatowskiego w 1764 roku z ziemi wyszogrodzkiej.
Został pochowany 31 stycznia 1803 roku, w krypcie kościoła pod wezwaniem Św. Michała Archanioła w Płońsku.